# Cap de l'Horta
|  | Aquest article tracta sobre l'accident geogràfic. Si cerqueu el barri alacantí, vegeu «Cap de l'Horta (barri d'Alacant)». |

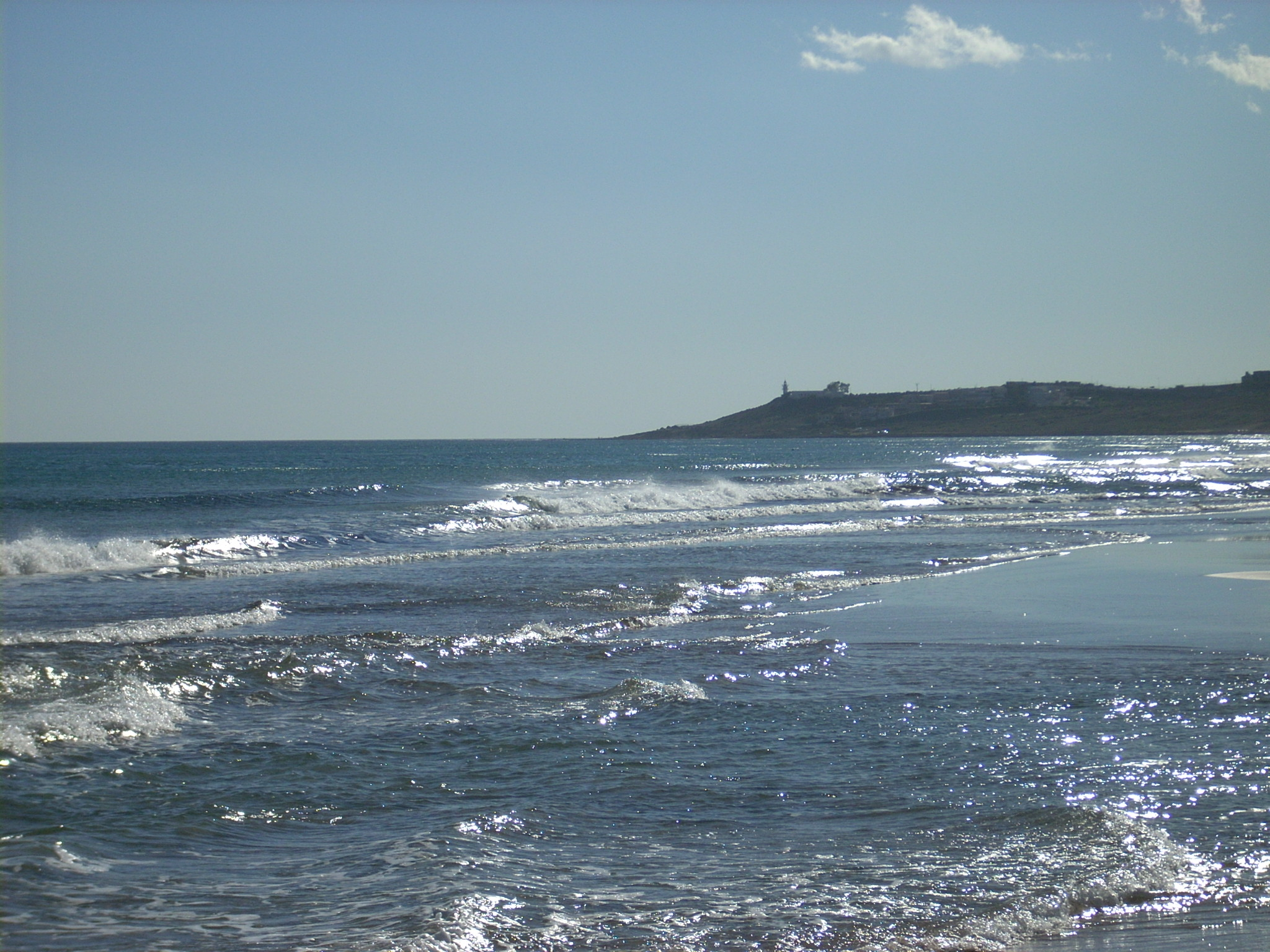
Cap de l'Horta des de la Platja de Sant Joan

El cap de l'Horta, de l'Alcodra o d'Alcodre és un cap de la costa Mediterrània al País Valencià, a la ciutat d'Alacant.
Situat al nord de la ciutat, esdevenint límit septentrional de la badia d'Alacant, i més enllà del cap es troba la platja de Sant Joan. En l'extrem més oriental del cap de l'Horta se situa un far de senyalització per a facilitar la navegació.
El cap de l'Horta presenta en les seues cares meridional i occidental multitud de cales i caletes rocoses, algunes d'elles de difícil accés, i amb freqüència de caràcter nudista. Algunes de les cales més conegudes del cap són:
- Cala de la Palmera
- Cala dels Cantalars
- Cala dels Jueus

El nom del cap s'explica per la proximitat de l'Horta d'Alacant, que juntament amb el Port esdevenen un dels motors històrics de l'economia local. Amb el nom de Cap de l'Horta també es coneix el barri alacantí situat a les proximitats del cap.